# Soiuz 36
Soiuz 36 (rus: Союз 36, Unió 36) va ser un vol espacial tripulat de la Unió Soviètica en 1980 a l'estació espacial Saliut 6. Va ser l'onzena missió i el novè acoblament amb èxit a l'estructura orbitadora. La tripulació de la Soiuz 36 va ser la primera a visitar la tripulació resident de llarga duració Soiuz 35.
Soyuz 36 va transportar Valeri Kubàssov i Bertalan Farkas, el primer cosmonauta hongarès, a l'espai. Van intercanviar la nau Soiuz amb la tripulació de llarga duració i van tornar a la Terra en el Soiuz 35, una tripulació posterior va utilitzar la nau per tornar a la Terra.

## Tripulació
| Posició                   | Tripulació de llançament                           | Tripulació d'aterratge                             |
| ------------------------- | -------------------------------------------------- | -------------------------------------------------- |
| Comandant                 | Valeri Kubàssov Tercer vol espacial Unió Soviètica | Víktor Gorbatko Tercer vol espacial Unió Soviètica |
| Cosmonauta d'investigació | Bertalan Farkas Primer vol espacial Bulgària       | Pham Tuân Primer vol espacial Vietnam              |

### Tripulació de reserva
| Posició                   | Tripulació                         | Tripulació                         |
| ------------------------- | ---------------------------------- | ---------------------------------- |
| Comandant                 | Vladímir Djanibékov Unió Soviètica | Vladímir Djanibékov Unió Soviètica |
| Cosmonauta d'investigació | Béla Magyari Bulgària              | Béla Magyari Bulgària              |

## Paràmetres de la missió
- Massa: 6800 kg
- Perigeu: 197,5 km
- Apogeu: 281,9 km
- Inclinació: 51,62°
- Període: 89,0 minuts